# Сејед Хасан Хосеини
Сејед Хасан Хосеини (перс. سید حسن حسینی) је савремени ирански песник, преводилац, писац и научни радник. Рођен је 1956/57. године у старом делу Техерана који се зове Салсабил.

## Биографија
Након завршетка средње школе похађао је студије нутриционизма на Универзитету у Машхаду. Магистарске и докторске студије је завршио из области персијске књижевности. Добро је познавао арапски језик, а користио се још и турским и енглеским.
Од 1973/74. године почео је да пише текстове и песме за предреволуционарну штампу, нарочито за часопис Фирдуси. Заједно са Мохамедрезом Хакимијем, Рохсефатом Техранијем и ајатолахом Имамијем Кашанијем 1958/59. године је покренуо Одсек за исламску мисао и уметност, на којем је био управник Одељења за књижевност и поезију заједно са Кејсаром Аминпуром.
Био је на војној обуци када је септембра 1980. године почео рат са Ираком. По завршетку обуке, с обзирим да је био у ешалону здравства, преузео је место уредника Војног радија. На Војном радију је остао неколико година након ослобођења Хорамшахра, али како се рат одужио вратио се у Одсек за уметност. Због несугласица са тадашњим директором Одсека 1987. године подноси оставку заједно са групом пријатеља међу којима је био и Кејисар Аминпур. Након тога се запослио као предавач на Универзитету ал-Захра и на Исламском универзитету Азад.
Доктор Сејид Хасан Хосеини је од 1999/2000. године до краја свог живота радио у уредништву Радио Техерана.
Године 2010/11. снимио је аудио запис рецитовања комплетне збирке газела Бидела Дехлавија која садржи близу три хиљаде газела. Био је ангажован у разним областима укључујући поезију, истраживачки рад, превођење и писање. Последње године живота је провео бавећи де стилистиком Курана и лингвистиком Хафизове поезије. Преминуо је након срчаног удара 28. марта 2004. године. Недавно је један трг у Техерану назван по њему.

## Дела
- У исти глас са Исмаиловим грлом – (једна од збирки поезије објављена 1984/85. године)[2]
- Опиљци – (збирка размишљања о друштву и књижевности, објављена 1986/87. године)
- Бидел, Сепехри и индијски стил – (истраживање из области стилистике, 1988/89. године)
- Врабац и Џибраил – (поезија, 1991/92. године)
- Песница грубог изгледа – (семантичко и стилска компарација књижевности и кинематографије, 1992/93. године)
- Избор песама о рату и светој одбрани – (избор, коментар и критика, 2008/09. године)
- Генеричан противотров – (хумористичка поезија, 2006/07. године)
- Камен амајлија – (проза за Ашуру, 2006/07. године)
- У грандиозности тишине – (поезија, 2009/10. године)
- Из реса мараме моје мајке – (поезија)
- Путопис вихора – (поезија)
- Једина осунчана страна – (поезија, 2010/11. године)
- Памћења архива – (збирка необјављене поезија Сејида Хасана Хосеинија коју су постхумно приредили Саед Бакери и Сохеил Махмуди, 2012/13. године)[3]
- Секвенца речи – (чланци, приче и сећања, 2013/14. године)

## Преводи
- Хамам душе – (превод избора из дела Џубрана Халила Џубрана, 1985/86. године)
- Поглед у себе – (интервјуи са савременим арапским песницима и писцима, приредио са Мусом Бидџом)
- Поезија и огледало - (теорија поезије и школе поезије, превод књиге Уметност поезије Ихсана Абаса, 2009/08. године)[4]